# Долгий путь к свободе (памятник)
Долгий путь к свободе (англ. Long Walk to Freedom) — памятник Нельсону Манделе, работы художника Марко Цианфанелли. Установлен в 2012 году в небольшом городке Ховик, недалеко от Дурбана, ЮАР. Выполнен из 50 стальных колонн-пластин высотой от 6 до 9 метров, закреплённых в основании отдельно друг от друга.

## История
5 августа 1962 года в окрестностях небольшого южноафриканского городка Ховик произошло событие, которое имело далеко идущие последствия во всём мире. На пустынном участке шоссе R103, ведущего от пригородов Дурбана вглубь континента, полиция апартеида остановила машину, за рулём которой оказался один из лидеров подпольной организации Африканского национального конгресса — Нельсон Мандела. На тот момент он уже 17 месяцев находился в розыске, и обнаружить его удалось только при содействии специалистов из ЦРУ. По обвинению в подготовке государственного переворота Мандела был осуждён на пожизненное заключение и провёл в тюрьме следующие 27 лет своей жизни. По словам самого Манделы, «это было началом долгого пути к свободе».

## Создание
Автор памятника — южноафриканский скульптор Марко Цианфанелли, родившийся в Йоханнесбурге. В 1992 году окончил факультет изящных искусств Университета Витватерсранда и вскоре стал известен благодаря своим необычным инсталляциям, сочетающим оригинальные художественные решения, мастерское использование новейших технологий и глубокую концептуальную подоплёку.
По словам Марко Цианфанелли, монумент был задуман в честь 50-летней годовщины ареста Нельсона Манделы. Эта дата отражена в количестве вертикальных стел, составляющих скульптурную композицию. Памятник был торжественно открыт в 2012 году.

## Архитектура
Памятник представляет собой 50 шестов из низкоуглеродистой стали высотой от 6,5 до 9,5 метров, которые одновременно символизируют и тюремную решетку, и сам юбилей.
Мемориал включает в себя небольшую аллею, примыкающую к монументу с севера, спроектированную архитектором Джереми Роз. В самом центре аллеи — на расстоянии 35 метров от скульптурной композиции — находится мемориальная плита. С этой точки портрет Манделы складывается в единую картину.